# Мечиславово (гміна Ізбиця-Куявська)
Мечиславово (пол. Mieczysławowo) — село в Польщі, у гміні Ізбиця-Куявська Влоцлавського повіту Куявсько-Поморського воєводства.
Населення — 33 особи (2011).
У 1975-1998 роках село належало до Влоцлавського воєводства.

## Демографія
Демографічна структура станом на 31 березня 2011 року:
|          | Загалом | Допрацездатний вік | Працездатний вік | Постпрацездатний вік |
| -------- | ------- | ------------------ | ---------------- | -------------------- |
| Чоловіки | 17      | 1                  | 14               | 2                    |
| Жінки    | 16      | 3                  | 7                | 6                    |
| Разом    | 33      | 4                  | 21               | 8                    |